# Philodendron bipennifolium
Philodendron bipennifolium är en kallaväxtart som beskrevs av Heinrich Wilhelm Schott. Philodendron bipennifolium ingår i släktet Philodendron och familjen kallaväxter. Inga underarter finns listade.